# Admiral Lazarew (Schiff, 1953)
Die Admiral Lasarew war ein Leichter Kreuzer der Swerdlow-Klasse der sowjetischen Marine.

## Bau
Die Kreuzer der Swerdlow-Klasse, sowjetische Bezeichnung Projekt 68bis, waren die letzten konventionellen Kanonenkreuzer, die für die sowjetische Marine gebaut wurden. Sie wurden in den 1950er Jahren gebaut und basierten auf sowjetischen, deutschen und italienischen Entwürfen und Konzepten, die vor dem Zweiten Weltkrieg entwickelt wurden. Sie wurden modifiziert, um ihre Seetüchtigkeit zu verbessern, sodass sie mit hoher Geschwindigkeit in den rauen Gewässern des Nordatlantiks fahren konnten. Der Grundrumpf war moderner und hatte einen besseren Panzerschutz als die große Mehrheit der nach dem Zweiten Weltkrieg von vergleichbaren Nationen gebauten und eingesetzten Kanonenkreuzer. Sie verfügten außerdem über eine umfangreiche Palette moderner Radarausrüstung und Flugabwehrartillerie. Die Sowjets planten ursprünglich, 40 Schiffe dieser Klasse zu bauen, die von den Schlachtkreuzern und Flugzeugträgern der Stalingrad-Klasse unterstützt werden sollten.

### Schiffsmaße
Die Swerdlow-Klasse verdrängte 13.600 t Standard und 16.640 t Volllast. Sie waren insgesamt 210 m lang und 205 m lang an der Wasserlinie. Sie hatten eine Breite von 22 m, einen Tiefgang von 6,9 m und normalerweise eine Besatzung von 1.250 Mann. Der Rumpf war eine komplett geschweißte Neukonstruktion und die Schiffe hatten auf über 75 % ihrer Länge einen Doppelboden. Die Schiffe besaßen außerdem 23 wasserdichte Schotten.

### Antrieb
Die Swerdlow-Klasse hatte sechs Kessel, die zwei Wellendampfturbinen mit Getriebe mit Dampf versorgten, die eine Wellenleistung von 118.100 PS (88.100 kW) erzeugten. Damit erreichten die Schiffe eine Höchstgeschwindigkeit von 32,5 Knoten (60,2 km/h). Die Kreuzer hatten eine Reichweite von 9.000 Seemeilen (17.000 km) bei 18 Knoten (33 km/h).

### Bewaffnung
Zur Hauptbewaffnung der Kreuzer der Swerdlow-Klasse gehörten zwölf B-38-Geschütze des Kalibers 152 mm /57 in vier Dreifachtürmen Mk5-bis. Sie besaßen außerdem zwölf Geschütze des Kalibers 100 mm /56 vom Typ Model 1934 in sechs Zwillingslafetten SM-5-1. Als Flugabwehrwaffen verfügten die Kreuzer über zweiunddreißig Flugabwehrgeschütze des Kalibers 37 mm in sechzehn Zwillingslafetten und waren außerdem mit zehn Torpedorohren des Kalibers 533 mm in zwei Lafetten zu je fünf ausgerüstet.

### Panzerung
Die Swerdlows verfügten über eine Gürtelpanzerung von 100 mm und ein gepanzertes Deck von 50 mm. Die Türme waren durch eine Panzerung von 175 mm und der Kommandoturm durch eine Panzerung von 150 mm geschützt.

### Elektronik
Die ultimative Radarausrüstung der Kreuzer umfasste ein Luftsuchradar vom Typ „Big Net“ oder „Top Trough“, ein Luftsuchradar vom Typ „High Sieve“ oder „Low Sieve“, ein Luftsuchradar vom Typ „Knife Rest“ und ein Luftsuchradar vom Typ „Slim Net“. Als Navigationsradar besaßen sie ein Modell vom Typ „Don-2“ oder „Neptune“. Zur Feuerleitanlage waren die Schiffe mit zwei „Sun Visor“-Radaren, zwei „Top Bow“-152-mm-Geschützradaren und acht „Egg Cup“-Geschützradaren ausgestattet. Für elektronische Gegenmaßnahmen waren die Schiffe mit zwei „Watch Dog“-ECM-Systemen ausgestattet.

## Einsatz
- Das Schiff wurde auf der Admiralitätswerft in Leningrad gebaut, lief am 29. Juni 1952 vom Stapel und wurde am 30. Dezember 1953 in Dienst gestellt.[4]
- Am 18. Februar 1954 trat sie der 8. Marine bei.
- Am 24. Dezember 1955 wurde sie zur Baltischen Flotte versetzt.
- Am 27. Februar 1956 wurde sie zur Nordflotte versetzt.
- Sommer-Herbst 1956, Überquerung der Nordseeroute von Seweromorsk nach Fernost.
- Am 22. Oktober 1956 wurde sie zur Pazifikflotte versetzt.
- Am 26. März 1963 wurde sie aus der Marine ausgemustert, eingemottet und in Sowjetskaja Gawan auf Eis gelegt.
- Am 18. März 1972 wurde sie reaktiviert und in Betrieb genommen.
- Vom 18. September 1980 bis zum 3. Februar 1986 wurde sie in Dalzavod in Wladiwostok überholt.
- Am 12. Oktober 1986 wurde sie entwaffnet und aus dem Dienst der Marine genommen
- Am 11. Februar 1988 wurde sie von der Marine angegriffen.
- Im Jahr 1991 wurde sie zum Verschrotten an eine private indische Firma verkauft.